# Білл Дерлаго
Білл Дерлаго (англ. Bill Derlago, нар. 25 серпня 1958, Бертле) — канадський хокеїст, що грав на позиції центрального нападника.
Провів понад 500 матчів у Національній хокейній лізі. 

## Ігрова кар'єра
В юнацькому віці досяг високих результатів в багатьох видах спорту, зокрема, гольф, теніс, бейсбол та хокей. Але згодом обрав хокей розпочавши кар'єру в 1974 році в складі юніорського клубу «Брендон Травеллер».
1978 року був обраний на драфті НХЛ під 4-м загальним номером командою «Ванкувер Канакс». 
Протягом професійної клубної ігрової кар'єри, що тривала 10 років, захищав кольори команд «Квебек Нордікс», «Вінніпег Джетс», «Бостон Брюїнс», «Торонто Мейпл Ліфс», «Ванкувер Канакс» та «Фредеріктон Експрес».
Загалом провів 568 матчів у НХЛ, включаючи 13 ігор плей-оф Кубка Стенлі.

## Статистика
| Сезон         | Клуб                  | Ліга          | Регулярний сезон | Регулярний сезон | Регулярний сезон | Регулярний сезон | Регулярний сезон | Плей-оф | Плей-оф | Плей-оф | Плей-оф | Плей-оф |
| Сезон         | Клуб                  | Ліга          | І                | Г                | П                | О                | ШХ               | І       | Г       | П       | О       | ШХ      |
| ------------- | --------------------- | ------------- | ---------------- | ---------------- | ---------------- | ---------------- | ---------------- | ------- | ------- | ------- | ------- | ------- |
| 1974–75       | «Брендон Травеллер»   | МЮХЛ          | 45               | 38               | 21               | 59               | 87               | —       | —       | —       | —       | —       |
| 1974–75       | «Брендон Вет Кінгс»   | ЗКХЛ          | 17               | 0                | 4                | 4                | 2                | 5       | 1       | 1       | 2       | 0       |
| 1975–76       | «Брендон Вет Кінгс»   | ЗКХЛ          | 68               | 49               | 54               | 103              | 43               | 5       | 3       | 3       | 6       | 0       |
| 1976–77       | «Брендон Вет Кінгс»   | ЗКХЛ          | 72               | 96               | 82               | 178              | 63               | 16      | 14      | 16      | 30      | 31      |
| 1977–78       | «Брендон Вет Кінгс»   | ЗКХЛ          | 52               | 89               | 63               | 152              | 105              | 8       | 9       | 13      | 22      | 10      |
| 1978–79       | «Даллас Блек Гокс»    | ЦПХЛ          | 11               | 5                | 8                | 13               | 9                | —       | —       | —       | —       | —       |
| 1978–79       | «Ванкувер Канакс»     | НХЛ           | 9                | 4                | 4                | 8                | 2                | —       | —       | —       | —       | —       |
| 1979–80       | «Ванкувер Канакс»     | НХЛ           | 54               | 11               | 15               | 26               | 27               | —       | —       | —       | —       | —       |
| 1979–80       | «Торонто Мейпл-Ліфс»  | НХЛ           | 23               | 5                | 12               | 17               | 13               | 3       | 0       | 0       | 0       | 4       |
| 1980–81       | «Торонто Мейпл-Ліфс»  | НХЛ           | 80               | 35               | 39               | 74               | 26               | 3       | 1       | 0       | 1       | 2       |
| 1981–82       | «Торонто Мейпл-Ліфс»  | НХЛ           | 75               | 34               | 50               | 84               | 42               | —       | —       | —       | —       | —       |
| 1982–83       | «Торонто Мейпл-Ліфс»  | НХЛ           | 58               | 13               | 24               | 37               | 27               | 4       | 3       | 0       | 3       | 2       |
| 1983–84       | «Торонто Мейпл-Ліфс»  | НХЛ           | 79               | 40               | 20               | 60               | 50               | —       | —       | —       | —       | —       |
| 1984–85       | «Торонто Мейпл-Ліфс»  | НХЛ           | 62               | 31               | 31               | 62               | 21               | —       | —       | —       | —       | —       |
| 1985–86       | «Торонто Мейпл-Ліфс»  | НХЛ           | 1                | 0                | 0                | 0                | 0                | —       | —       | —       | —       | —       |
| 1985–86       | «Бостон Брюїнс»       | НХЛ           | 39               | 5                | 16               | 21               | 15               | —       | —       | —       | —       | —       |
| 1985–86       | «Вінніпег Джетс»      | НХЛ           | 27               | 5                | 5                | 10               | 6                | 3       | 1       | 0       | 1       | 0       |
| 1986–87       | «Вінніпег Джетс»      | НХЛ           | 18               | 3                | 5                | 8                | 6                | —       | —       | —       | —       | —       |
| 1986–87       | «Фредеріктон Експрес» | АХЛ           | 16               | 7                | 8                | 15               | 2                | —       | —       | —       | —       | —       |
| 1986–87       | «Квебек Нордікс»      | НХЛ           | 30               | 3                | 6                | 9                | 12               | —       | —       | —       | —       | —       |
| Усього в НХЛ  | Усього в НХЛ          | Усього в НХЛ  | 555              | 189              | 227              | 416              | 247              | 13      | 5       | 0       | 5       | 8       |
| Усього в ЗКХЛ | Усього в ЗКХЛ         | Усього в ЗКХЛ | 209              | 234              | 203              | 437              | 213              | 34      | 27      | 33      | 60      | 41      |